# Bombardeo de Bachoura de 2024
El bombardeo de Bachoura fue un ataque aéreo llevado a cabo el 10 de octubre de 2024, por las Fuerzas de Defensa de Israel (FDI) contra el barrio de Bachoura en el centro de Beirut (Líbano), como parte de la invasión israelí del Líbano de 2024. El ataque aéreo en uno de los barrios más densamente poblados del centro de Beirut mató al menos a veintidós persona e hirió a otras 117.
El objetivo aparente del ataque aéreo era Wafiq Safa, el cuñado del ex secretario general de Hezbolá, Hasán Nasralá, quien, según informó fuentes de seguridad a la agencia de noticias Reuters, sobrevivió al ataque.Israel utilizó en el ataque misiles JDAM de fabricación estadounidense, aptos para bombas de 2000 libras. El ataque ha sido el más mortífero contra el centro de la ciudad desde que estallaron las hostilidades el 8 de octubre de 2023.

## Bombardeo

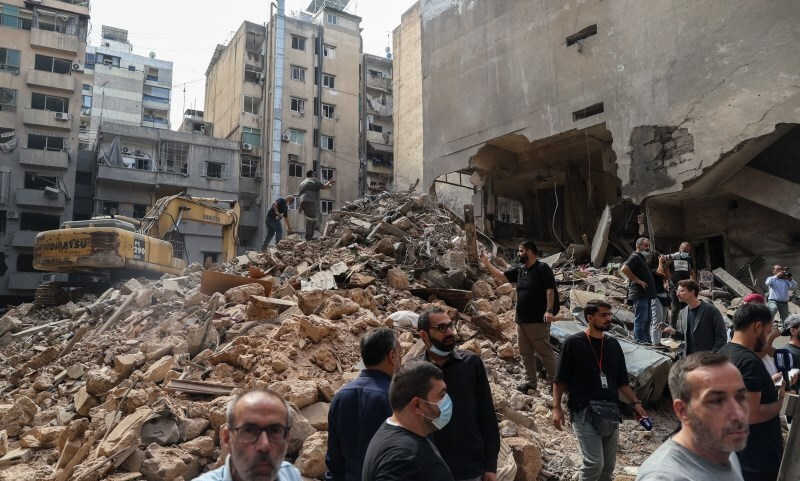
Secuelas del ataque israelí contra el barrio de Bachoura en el centro de Beirut

El ataque aéreo tuvo lugar en la tarde del 10 de octubre de 2024. Sin avisar previamente a los habitantes, Israel atacó edificios residenciales en Nweiri y Basta, dos barrios densamente poblados de Bachoura, una pequeña zona de población mayoritariamente chií en el centro de Beirut. Según testigos presenciales, las FDI atacaron un edificio de cuatro o cinco pisos que era «enteramente residencial». Muchos residentes huyeron de sus apartamentos cuando las llamas y el humo se elevaron desde dos bloques residenciales. Entre las víctimas mortales del ataque israelí había una familia de ocho personas que había huido del sur del Líbano siguiendo las órdenes de evacuación israelíes. Al menos veintidós personas murieron y otras 117 resultaron heridas según informó el Ministerio de Salud libanés.
Según una investigación llevada a cabo por el periódico británico The Guardian, Israel utilizó Munición de Ataque Directo Conjunto (JDAM) fabricados en Estados Unidos aptos para grandes «bombas de caída libre» de hasta 2000 libras. The Guardian encontró restos del kit JDAM en los escombros de un edificio que fue arrasado por el ataque. El investigador principal de Human Rights Watch, Richard Weir, verificó los restos de las armas y señaló que el patrón, la posición y la forma de los mismos son consistentes con el kit de guiado JDAM de fabricación estadounidense para bombas no guiadas de la serie Mark 80.

### Objetivo
Al parecer, el objetivo del ataque de las FDI era Wafiq Safa, un alto funcionario de Hezbolá que se desempeñaba como jefe de enlace de Hezbolá y su unidad de coordinación. Según tres fuentes de seguridad, Safa sobrevivió al ataque. Ni Israel ni Hezbolá hicieron comentarios al respecto.
Según la Oficina de Control de Activos Extranjeros Wafiq Safa fue sancionado por el Departamento del Tesoro de los Estados Unidos en 2019. Según medios estadounidenses Safa era el jefe del aparato de seguridad de Hezbolá y reportaba directamente a Hasán Nasralá y supuestamente «explotaba los puertos y cruces fronterizos del Líbano para contrabandear artículos y facilitar viajes en nombre de Hezbolá».

## Consecuencias
El 13 de octubre, Hezbolá atacó el cuartel militar de Zarit cerca de la ciudad de Binyamina al norte de Israel y afirmó que se había producido en respuesta a «los ataques y masacres cometidos» y que tan solo es «una pequeña parte de lo que le espera» al Ejército israelí «si decide continuar con su agresión».  También afirmaron que atacaron a los soldados de las Fuerzas de Defensa de Israel en el campo de entrenamiento de la Brigada de élite Golani en el área de Binyamina, que se estaban «preparando para participar en el ataque al Líbano» y que en la operación resultaron heridas o muertas «decenas de personas». El grupo libanés también dijo que fue en respuesta al ataque aéreo israelí en Bachoura.